# جان روس بووی
جان روس بووی (انگلیسی: John Ross Bowie؛ زادهٔ ۳۰ مهٔ ۱۹۷۱) یک هنرپیشه اهل ایالات متحده آمریکا است.
او در فیلم درمان بد بازی کرده‌است.